# Pałac Saheb Gharaniye
Pałac Saheb Gharaniye (perski: کاخ صاحبقرانیه) – pałac szachów Iranu, w zespole pałacowym Niavaran. 
Pałac aktualnie jest muzeum z eksponatami ukazującymi codzienne życie rodziny królewskiej oraz zbiorem fotografii z okresu panowania ostatniego szacha.

## Historia
Zbudowany w połowie XIX wieku podczas panowania Naser ad-Din Szah jako budynek łączący funkcje reprezentacyjne i mieszkalne. W pałacu była łaźnia i pokoje 40 żon szacha. Został gruntownie przebudowany na zlecenie Farah Pahlawi, żony ostatniego szacha Iranu Mohammada Rezy.